# Capitan
Capitan je faza geološke kronologije koja se dogodila između 265,8 ± 0,7 Ma i 260,4 ± 0,7 Ma (milijuna godina).
To je posljednja faza guadalupske epohe.
Na kraju ove faze se dogodilo masovno izumiranje koje je možda povezano s daleko većim permijsko-trijaskim masovnim izumiranjem koje je slijedilo 10 milijuna godina kasnije.

## Poveznice
- Geološka razdoblja